# Limeyrat
Limeyrat – miejscowość i gmina we Francji, w regionie Nowa Akwitania, w departamencie Dordogne.
Według danych na rok 1990 gminę zamieszkiwało 427 osób, a gęstość zaludnienia wynosiła 22 osób/km² (wśród 2290 gmin Akwitanii Limeyrat plasuje się na 769. miejscu pod względem liczby ludności, natomiast pod względem powierzchni na miejscu 553.).